# HUDA City Centre
A HUDA City Centre (em hindi: हुडा सिटी सेंटर) é uma estação da Linha amarela no Metrô de Deli. É uma estação elevada é localizada em Gurgaon na Região da Capital Nacional na Índia. A estação foi inaugurada em 21 de junho de 2010 como parte do corredor Qutub Minar - HUDA City Center.